# XXXI Regimiento Antiaéreo de Fortificación
El 31º Regimiento Antiaéreo de Fortificación (31. Festungs-Flak-Regiment (v)) fue una unidad de la Luftwaffe durante el Tercer Reich y la Segunda Guerra Mundial.

## Historia
Fue formado el 26 de agosto de 1939 en Tréveris, a partir del 31.º Batallón Antiaéreo de Fortaleza, pero sin aumento de tamaño. El 15 de julio de 1941 es reasignado al 59.º Regimiento Antiaéreo, 1 Batería como la 1.º Escuadrilla/641.º Regimiento Antiaéreo (gem. mot.) y la 4 Batería como la 1.º Escuadrilla/99.

## Comandantes
- Coronel Theodor Herbert - (26 de agosto de 1939 - 14 de julio de 1941)

## Servicios
- 1939 - 1941: en Tréveris y el área de Traben-Trarbach
- junio de 1940: en Senade y Xertigny
- julio de 1940: en Cherbourg (4.º Escuadrilla/31.º Regimiento de Fortificción Antiaérea)